# Fabrício André Pires
Fabrício André Pires (* 29. Januar 1982) ist ein ehemaliger brasilianischer Fußballspieler.

## Karriere
Fabrício spielte in seiner brasilianischen Heimat für den Mirassol FC. 2000 unterschrieb er einen Vertrag beim japanischen Erstligisten Kyōto Purple Sanga. Am Ende der J1 League 2000 stieg der Verein in die zweite Liga ab. 2001 kehrte er zu Mirassol zurück.